# Пуєштій-де-Жос
Пуєштій-де-Жос (рум. Puieștii de Jos) — село у повіті Бузеу в Румунії. Адміністративний центр комуни Пуєшть.
Село розташоване на відстані 138 км на північний схід від Бухареста, 41 км на північний схід від Бузеу, 63 км на захід від Галаца, 128 км на схід від Брашова.

## Населення
За даними перепису населення 2002 року у селі проживали 1504 особи.
Національний склад населення села:
| Національність | Кількість осіб | Відсоток |
| -------------- | -------------- | -------- |
| румуни         | 1423           | 94,6%    |
| цигани         | 81             | 5,4%     |

Рідною мовою назвали:
| Мова      | Кількість осіб | Відсоток |
| --------- | -------------- | -------- |
| румунська | 1428           | 94,9%    |
| циганська | 76             | 5,1%     |